# Gangkhar Puensum
Der Gangkhar Puensum (Dzongkha གངས་དཀར་སྤུན་གསུམ་, Wylie gangs dkar spun gsum, auch Kangkar Pünzum, Kankar Punsum) ist vor dem Kula Kangri der höchste Berg Bhutans und zugleich der höchste unbestiegene Berg der Erde.
Verschiedene Quellen geben zum Teil erheblich divergierende Angaben über die exakte Höhe des Berges. Die angegebenen 7570 Meter wurden von einer britischen Expedition ermittelt, der es 1986 nicht gelang, den Gangkhar Puensum zu besteigen.
Ungeklärt ist auch, ob der Berg ganz zum bhutanischen Staatsgebiet gehört, zum einen, da Karten der Region im Allgemeinen recht ungenau sind, zum anderen, weil zwischen Bhutan und der Volksrepublik China ein Konflikt um den Verlauf der gemeinsamen Grenze besteht.
1983 wurde das Bergsteigen in Bhutan vorübergehend erlaubt. 1985/86 scheiterten insgesamt vier Expeditionen bei dem Versuch, den Gangkhar Puensum zu besteigen. 1994 wurde das Bergsteigen oberhalb 6000 m vom bhutanischen Staat gesetzlich verboten, da die einheimische Bevölkerung die Berggipfel als Wohnstätte von Geistern und Göttern ansieht. 1998 sicherte sich jedoch eine japanische Expedition von der Bergsteigervereinigung der Volksrepublik China eine Lizenz zur Ersteigung des Berges. Die Expedition wagte den Aufstieg von Norden, konnte aber nur einen nördlichen Nebengipfel, den Liangkang Kangri (7534 m), vollständig besteigen.